# 더욱 큰 사랑
《더욱 큰 사랑》은 대한민국의 여성 싱어송라이터 장덕에 의해 작사 · 작곡된 곡이다. 작사 · 작곡자의 자격으로 자신의 곡을 부르는 오빠 장현과 함께 국내 예선을 거쳐 18명의 국내외 가수들이 경쟁을 벌이는 본 대회 서울국제가요제에 참가, 입상하였다. 1977년 가수 진미령과 함께 작사 · 작곡자로서 출전, 서울가요제에서 입상한 장덕은 1978년에도 장현과 함께 출전, 입상하며 2회 연속 서울(국제)가요제에서 작사 · 작곡자로서 입상하게 되었다. 장현이 부른 서울국제가요제 라이브 음원은 그 해 지구레코드를 통해 발매된 《1978 서울국제가요제》 음반에 수록되어 발표되었다. 그리고 1979년 6월 지구레코드를 통해 발매된 장덕의 첫 솔로 컴필레이션 음반 《첫사랑》에도 실리게 되는 데 여기에서는 라이브 음원이 아닌 스튜디오 음원으로서 실렸다. 보컬은 마찬가지로 장현이 맡았다.

## 배경
1978년 7월 열리는 서울국제가요제를 앞두고 어머니는 장덕에게 미리 준비를 시키며 말했다. "이번에는 오빠하고 함께 나가보거라. 그리고 대곡을 한번 써보렴. 스케일이 크고 건전하고 희망적인 가사의 곡을 써봐. 예를 들어 프랭크 시나트라의 '마이 웨이' 같은 곡  말야." . 어머니의 말에 장덕은 며칠 후 악보를 들고서 오빠와 함께 왔다. 그리고 어머니 앞에서 장덕은 기타를 연주했고 장현은 반주에 맞춰 노래를 불렀다. 곡명은 <더욱 큰 사랑>이었다. 연주와 노래를 듣는 내내 어머니는 자신의 딸이지만 어떻게 어린 것이 이런 곡을 썼을까? 하며 감탄했다. 장덕이 써 온 곡은 너무도 스케일이 크고 무거운 메시지의 대곡이었기 때문이다. 어머니는 장현에게 딱 맞는 곡이라고 생각했다. 이후 가요제에 나갈 때까지 어머니는 가창지도와 제스처, 그리고 무대에 나오고 들어갈 때의 표정, 모션까지 하나하나 지적하며 가르쳤고 결국 <더욱 큰 사랑>은 서울국제가요제에서 입상하였다.